# Forza Rossa
Forza Rossa este un dealer auto din România care a devenit reprezentatul general Ferrari în România în aprilie 2007.
Soții Camelia și Ion Bazac (fost ministru al Sănătății) controlează dealerul Ferrari, prin Forza Rossa Holding, firmă înregistrată în Cipru (86,3%).
Celălălt acționar al Forza Rossa, cu o deținere de 13,6%, este un cetățean italian, Leo Taroni.
Forza Rossa a inaugurat primul show-room dedicat exclusiv Ferrari în mai 2008.
În decembrie 2009, Forza Rossa a deschis la București cel mai mare magazin Ferrari din Europa, în urma unei investiții de 4,5 milioane euro.
Magazinul ce oferă îmbrăcăminte, acesorii, ceasuri, are 500 de metri pătrați.
În anul 2010, Forza Rossa a livrat 25 de mașini Ferrari.
În 2009, Forza Rossa a derulat afaceri de aproximativ opt milioane de euro, cu un profit net de 300.000 de euro.